# Verdrag van Giyanti

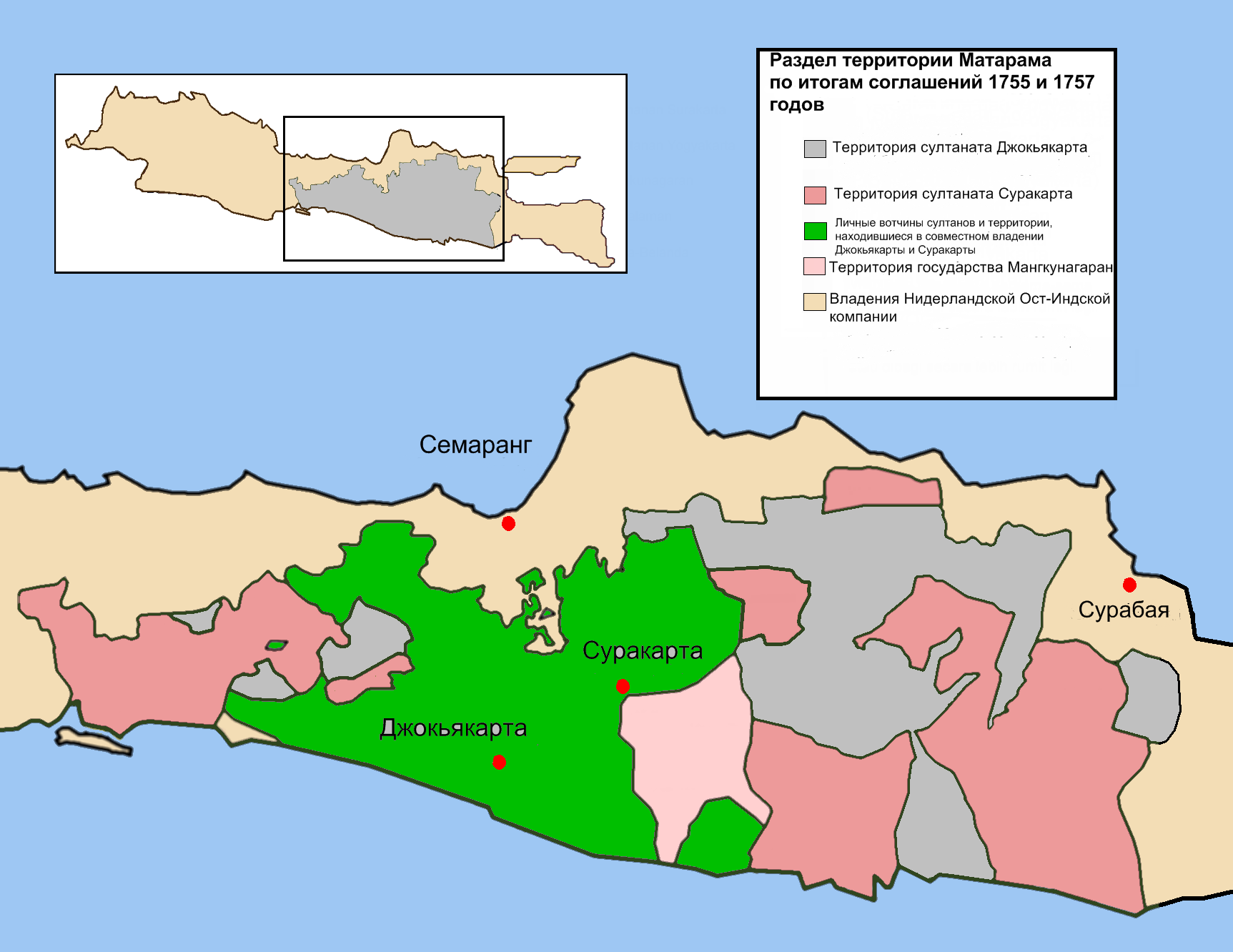

Het Verdrag van Giyanti (ook wel Verdrag van Gianti) van 13 februari 1755 was een overeenkomst tussen de Verenigde Oost-Indische Compagnie (VOC), de soesoehoenan van Mataram, Pakoeboewono III van Soerakarta (Pakubuwono III), en diens tegenstander, kroonpretendent Mangku Bumi. Het verdrag, dat werd gesloten in Gyanti even oosten van Soerakarta op Midden-Java, maakte een einde aan de derde van de Javaanse successieoorlogen. Pakoeboewono behield de titel van soesoehoenan (sunan, d.i. 'degeen voor wie men zich neer moet buigen'), en kreeg het oostelijk deel van het sultanaat met Soerakarta/Solo als nieuwe kraton en hoofdstad. Mangku Bumi werd verheven tot sultan, kreeg het westelijke deel van Mataram en stichtte zijn eigen nieuwe kraton en hoofdstad: Jogjakarta.

## Gevolgen van het verdrag
Voor de VOC betekende het verdrag dat men afstand deed van de veroveringsplannen ten opzichte van Mataram. De compagnie stelde zich tevreden met het beheersen van de Javaanse noordkust en liet het binnenlands bestuur van de twee kleine, verzwakte vorstenlanden aan de sultans over. Het voordeel van het verdrag voor de VOC was dat zij nu niet langer met één sterk verenigd rijk op Midden- en Oost-Java te maken had, maar aan de andere kant moest men wel steeds de twee naar overheersing van elkaar neigende staatjes uit elkaar houden, iets wat in de verfijnde wereld van de Javaanse etiquette veel diplomatie vereiste.
Voor de soesoehoenan betekende het erkennen van de sultan van Jogjakarta als onafhankelijk vorst, dat hij inzag dat zijn macht, die tot dan toe volgens de Hindoe-Javaanse traditie onbeperkt en grenzeloos was geweest (Pakoeboewono betekent 'spil/middelpunt van de aarde'), nu volgens westerse normen aan een beperkt gebied en aan buitenlandse invloeden onderhevig was.
De twee vorsten en hun kratons zouden in de toekomst niet alleen op politiek- maar evenzeer op cultureel gebied met elkaar wedijveren wie van de twee de Javaanse tradities en rituelen het best bewaarde. Niet zonder reden was de grens tussen de twee vorstendommen langs de Opak-rivier en direct bij het oude hindoeheiligdom Prambanan gelegd.
Een verwant van de twee sultans, Raden Mas Said, gaf zich na het sluiten van het verdrag niet gewonnen voor ook aan hem een eigen vorstendom werd gegeven (Verdrag van Salatiga, 1757). Onder de naam Mangkoenegara I vestigde hij zijn kraton direct ten oosten van Soerakarta en regeerde over de oostelijke streken van Mataram. Tijdens de Engelse bezetting van Nederlands-Indië kwam de sultan van Jogjakarta tegen hen in opstand (1812). De Engelsen bestraften hem hiervoor door zijn grondgebied te verkleinen en vrijwel de hele zuidelijke kuststrook van Jogjakarta onder een aan hen trouw gebleven vorst, de Pakualaman te plaatsen.
Mataram was uiteindelijk in vier zwakke vorstenlanden verdeeld. De Javaanse kroniek Babad Giyanti beschrijft de gebeurtenissen rond het sluiten van het verdrag.